# Stephane Acka
Stephane Acka (sinh 5 tháng 5 năm 1990 in Abidjan) là một cầu thủ bóng đá Bờ Biển Ngà thi đấu cho BB Erzurumspor ở vị trí hậu vệ